# Concerto pour piano no 5 de Boissier-Butini
Irlandais
Pour les articles homonymes, voir Concerto pour piano no 5.
Le Concerto pour piano no 5 en ré majeur dit « Irlandais » est un concerto pour piano et orchestre de Caroline Boissier-Butini, composé en 1820.

## Contexte
Caroline Boissier-Butini compose son cinquième concerto pour piano entre 1815 et 1820, à une époque où le piano ne domine pas encore la vie musicale. À l'époque, les symphonies concertantes et les thèmes variés l'emportent sur les concertos pour soliste. Selon Adolf Bernhard Marx, la sonate était la forme « sérieuse » destinée à illustrer la maturité artistique des interprètes, tandis que le concerto instrumental devait mettre en évidence « la virtuosité et la bravoure de l'interprète ». Caroline Boissier-Butini a joué ses concertos sans accompagnement, une pratique qui était courante dans les salons parisiens des années 1810, comme elle le relève dans son journal de voyage de 1818.

## Structure
L'œuvre comprend trois mouvements :
1. Allegro maestoso
2. Allegretto
3. Allegro moderato

## Analyse
Dans cette œuvre, le piano est présent de la première à la dernière mesure. L'orchestration joue sur les timbres plus que sur les harmonies, sauf pour la flûte qui occupe une place de choix et les percussions. La simplicité de l'accompagnement orchestral s'explique aussi par les possibilités restreintes qu'avait la compositrice à Genève. Dans ce concerto, à l'inverse des concertos parisiens de l'époque, les cordes n'ont qu'un rôle accessoire. Les violons doublent la main droite du piano, les altos et les basses (violoncelles et contrebasses) s'occupent de la main gauche. Ce sont la flûte et le basson qui jouent les premiers rôles dans l'accompagnement. La flûte joue un rôle clef, comme dans le Concerto pour piano no 6 « La Suisse ». Cela s'explique par la présence à Genève entre 1807 et 1812 du flûtiste italien Charles Michel Alexis Sola. Si le couplage flûte et basson est normal, l'absence de cor l'est moins. 
L'orchestration prévoit notamment des timbales ou un tambourin. Cette alternative est supposée par la difficulté d'avoir, à Genève, quatre timbales, instruments envahissants. Caroline Boissier-Butini jouait la musique de Daniel Steibelt, qui a souvent utilisé le tambourin ou tambourin provençal, car son épouse était une virtuose de cet instrument. On peut aussi penser que la compositrice se soit inspirée de la pédale de pianoforte dite de janissaire, notamment après l'achat en 1818 à Paris d'un piano carré à cinq pédales chez Charles Lemme. 
Les influences populaires et pastorales sont omniprésentes dans ce concerto. Ce concerto s’inscrit dans la longue liste des musiques à connotation exotique, caractéristiques du XIXe siècle. Caroline Boissier-Butini s’intéresse à la musique populaire de son propre pays et à celle des cultures lointaines. Formellement, il répond aux attentes et aux conventions de son temps. Mélodiquement, harmoniquement et rythmiquement, il est traversé par un souffle de liberté et de cosmopolitisme. 

### Allegro Maestoso
Le premier mouvement est une marche populaire, qui rappelle la virtuosité des concertos viennois de la fin du XVIIIe. Les harmonies et les mélodies de la musique pastorale, voire alpine, donnent le ton dans ce mouvement.  

### Allegretto
Le deuxième mouvement diffère de la virtuosité viennoise du premier mouvement. Il présente des jeux de timbre du nouveau piano par des explorations sonores. De même que dans le premier mouvement, on retrouve des mélodies pastorales et alpines.

### Allegro moderato
Le troisième mouvement est lui aussi parcouru par un vent frais, dont le thème est la chanson irlandaise Barney Brallaghan, également connue sous les noms de Miss Blewitt’s Jig et de Master Tailor’s Lilt. Publiée dès 1820 à New-York, cette chanson figurait sans doute aussi dans des recueils connus de la compositrice. Les coups de timbale et le tintement monodique du triangle confèrent à ce mouvement un caractère archaïque, sauvage et indompté qui évoque les paysages des îles Britanniques. Il est plus grandiloquent. Au début, les percussions créent une atmosphère rurale voire archaïque en rythmant le tapis sonore tissé par les cordes. Le thème irlandais revient périodiquement. La virtuosité est une virtuosité moderne, qui sollicite l'ensemble du clavier. Le mouvement semble ne jamais avoir de fin.

## Discographie
- Caroline Boissier-Butini : Piano Concerto no 5 « Irish » – Piano Concerto no 6 « La Suisse » – Divertimento for Piano, Clarinet & Bassoon – Adalberto Maria Riva (piano) ; Sarah van Cornewal (flûte) ; Pierre-André Taillard (clarinette) ; Rogério Gonçalves (basson) ; Ensemble Le Moment Baroque ; Jonathan Nubel (direction). GALLO, 2020, CD-1627